# Почитаева, Вера Васильевна
Вера Васильевна Почитаева (29 августа 1974, Липецк) — российская гребчиха, заслуженный мастер спорта России, участница Олимпийских игр 1996 и 2000 годов. Двукратный бронзовый призёр чемпионата мира, двукратный серебряный призёр чемпионата Европы. Выступала в женских восьмёрках, наибольших успехов достигла в распашных двойках без рулевого. 

## Биография
Окончила Липецкий педагогический институт. Первые тренеры — В. Дергунов, А. Стреляев. В 1993 году начала выступать за сборную России. На чемпионате мира 1997 года в Савойе вместе с Альбиной Лигачёвой выиграла бронзовые медали. С ней же участвовала в Олимпийских играх 1996 (6 место) и 2000 года (7 место).  В 2002 году закончила карьеру, родила сына Андрея,  позже второго сына Сергея. В 2004 году вновь занялась спортом, а через год с Валерией Стародубровской выиграла бронзу на чемпионате мира в распашной двойке без рулевого.
В 2007 и 2008 годах в паре с Алевтиной Савкиной приходила второй на чемпионатах Европы.
В 2001 году Вера Почитаева была удостоена российского титула «Мисс гребля».
После окончания карьеры в 2013 году стала спортивным судьёй, открыла парикмахерскую «Отражение» и успешно там работает.